# The Uncertainty Has Settled
The Uncertainty Has Settled (2017) is een documentaire over klimaat, energie en landbouw, geproduceerd en geregisseerd door Marijn Poels. De naam van de film is een allusie van het bekende 'The science has settled' (de wetenschap is eruit) van Arnold Schwarzenegger en Al Gore. In het verhaal bezoekt Poels reguliere klimaatwetenschappers, alsook de sceptici en laat de kijker zelf conclusies trekken. Poels bezoekt o.a klimaatsceptici Freeman Dyson en Piers Corbyn, en klimaatonderzoeker Hans von Storch.
Het verhaal speelt zich grotendeels af in de Duitse deelstaat Saksen-Anhalt. In de film legt Poels de verbinding tussen veelal Duitse boeren en het groene energiebeleid waarin steeds meer boeren ook energieleveranciers worden.
De film vierde zijn wereldrelease op 9 februari 2017 tijdens het Berlin Independent Film Festival. Daar werd de film bekroond als beste documentaire. De documentaire werd echter nooit getoond op de Nederlandse nationale televisiezenders en er verscheen geen enkele recensie in de Nederlandse kranten. Volgens Marijn Poels worden hij en zijn documentaire geboycot door de media.

## Gevoeligheid
De documentaire speelt in op de vermeende controverse rondom het thema klimaatverandering en energiebeleid. Volgens Poels heersen er rondom het thema klimaatverandering taboes waar men niet over debatteert. "Een afwijkende mening hebben over dit thema zet mensen meteen in een politieke hoek en wordt verketterd". Poels schreef een open brief aan media, politici en beleidsmakers over zijn ervaringen. Hierin beschrijft hij zijn zorgen over de huidige situatie “waarin mensen monddood worden gemaakt door experten”. De brief werd gepubliceerd op het Belgische mediaplatform De Doorbraak en snel daarna overgenomen door Algemeen Dagblad, The Post Online, Salonkolumnisten en het Duitse dagblad Die Welt.
De film verwart echter wetenschap met opinies en presenteert een “false balance”, waarbij niet-wetenschappelijke meningen even zwaar doorwegen als wetenschappelijke bewijzen. Veel van deze niet-wetenschappelijke meningen blijken echter foutief te zijn. Marijn Poels beweert dat het niet aan hem als documentairemaker is om te duiden wat zin en onzin is.